# Juseret
Juseret (en wallon Djuzret) est un village de l'Ardenne belge, dans la province de Luxembourg. Administrativement il fait aujourd'hui partie de la commune de Vaux-sur-Sûre (Région wallonne de Belgique). C'était une commune à part entière avant la fusion des communes de 1977. Le village est traversé par un petit ruisseau, affluent de la Géronne.

## Démographie
- Source: INS recensements population
- 1900: Scission de Ebly

## Histoire
La commune fut créée en 1823 par la fusion des communes « françaises » de Bercheux, Ébly, et Lescheret. Elle tire son nom d'une dépendance de Bercheux.
En date du 1er juillet 1893, Ébly est séparé et érigée en commune.

## Patrimoine et culture

### Patrimoine architectural
- L'église Saint-Joseph.
- Le château-ferme du Monceau, classé.